# Liste der Fließgewässer im Flusssystem Steinach (Tauber)
Die Liste der Fließgewässer im Flusssystem Steinach umfasst alle direkten und indirekten Zuflüsse der Steinach, soweit sie namentlich auf der Topographischen Karte 1:10000 Bayern Nord (DK 10), im Kartenwerk des Stadtplandienstes der Euro-Cities AG, im Kartenservicesystem des Bayerischen Landesamts für Umwelt (LfU) oder in der Gewässernetzkarte des LUBW aufgeführt sind. Namenlose Zuläufe und Abzweigungen werden nicht berücksichtigt. Wenn sich der Gewässername nach dem Zusammenfluss zweier Gewässerabschnitte ändert, werden die beiden Zuflüsse als Quellzuflüsse separat angeführt, ansonsten erscheint der Teilbereichsname in Klammern. Die Längenangaben werden auf eine Nachkommastelle gerundet. Die Fließgewässer werden jeweils flussabwärts aufgeführt. Die orografische Richtungsangabe bezieht sich auf das direkt übergeordnete Gewässer. 

## Steinach
Die Steinach  ist ein rechter Zufluss der Tauber mit einer Länge von 18,3 km (ab dem Zusammenfluss der Quellbäche) bzw. von 22,3 km (ab Ursprung des längeren Oberlaufs Bodenwiesgraben) und einem Einzugsgebiet von 85,4 km²

## Zuflüsse
Hierarchische Liste der Steinbach-Zuflüsse, jeweils von Quelle zu Mündung.
Namen bevorzugt nach Bayernatlas (BA), Längen wo dort verfügbar nach dem baden-württembergischen Geodatenviewer (GDV-BW), sonst abgemessen. Wegen des anstehenden verkarsteten Muschelkalks sind die Längen nur sehr ungenau zu bestimmen, sie schwanken übers Jahr sehr stark. Einzugsgebiete wo aufgeführt nach GDV-BW.
Auswahl.
- Grimmelbach (rechter Quellbach[4])
- Gailshoferbach (linker Quellbach[5], 4,0 km mit Bodenwiesgraben)
  - Brühlgraben (linker Quellbach, 1,2 km)
  - Bodenwiesgraben (rechter Quellbach[6], 2,8 km)
  - Herbisgraben (links, 1,6 km)
- Buchholzbach[7] (rechts, 4,6 km und 7,3 km²)
  - Wiesfleckengraben (rechts, 3,8 km)
  - Hohenaugraben (rechts, 2,2 km)
- Selbach (links, 2,1 km)
- Heimbach (rechts, 2,8 km)
- Allbachgraben[8] (links, 2,0 km)
- Harbach (links, 7,1 km und 9,3 km²)
  - Johannitergraben (links, 0,7 km)
  - Lohgrundgraben (Seeleinsgraben[9]) (links, 1,9 km)
- Wallmersbach (Forellenbach[9]) (rechts, 6,1 km)
  - Seeleinsgraben (links, 1,4 km)
  - Gräfwiesenbach (links, 2,4 km)
- Höllbach (links, 2,5 km)
- Freudenbach (links, 5,2 km und 8,4 km²)
  - Lachengraben (links, 0,9 km)
- Lohrbach (rechts, 2,5 km und 3,1 km²)
- Schlossgraben (links, 0,8 km)
- Talgraben (links, 0,5 km)
- Sechselbach (rechts, 2,5 km und 3,9 km²)
- Rödegraben (links, 2,1 km und 2,4 km²)

## Flusssystem Tauber
siehe Liste der Fließgewässer im Flusssystem Tauber